# James Demmel
Pour les articles homonymes, voir Demmel.
James Weldon Demmel est un mathématicien et informaticien américain né en 1955, professeur distingué Richard Carl Dehmel, professeur de mathématiques et d'informatique à l'université de Californie à Berkeley.

## Biographie
Demmel effectue ses études de premier cycle au California Institute of Technology, où il a obtenu un baccalauréat en mathématiques en 1975,. Il a obtenu son doctorat en informatique en 1983 de l'UC Berkeley, sous la supervision de William Kahan avec une thèse intitulée A Numerical Analyst's Jordan Canonical Form. Après avoir occupé un poste de professeur à l'université de New York pendant six ans, il s'est installé à Berkeley en 1990,,.

## Travaux
Demmel est connu pour ses travaux sur LAPACK, une bibliothèque logicielle pour l’algèbre linéaire numérique, et plus généralement pour la recherche sur les algorithmes numériques alliant rigueur mathématique et implémentation hautes performances. Prometheus, un solutionneur d'éléments finis multigrille parallèle écrit par Demmel, Mark Adams et Robert Taylor, a remporté le Carl Benz Award au Supercomputing 1999 et le prix Gordon Bell pour Adams et ses collègues à Supercomputing 2004.

## Prix et distinctions
Demmel est élu en tant que membre de l'Académie nationale d'ingénierie en 1999, membre de l'Association for Computing Machinery (ACM) en 1999, membre de l'Institute of Electrical and Electronics Engineers (IEEE) en 2001, membre de la Society for Industrial and Applied Mathematics (SIAM) en 2009, et membre de l'Académie nationale des sciences en 2011,.
Demmel est l'un des deux scientifiques récompensés en 1986 avec le prix Prix Leslie Fox d'analyse numérique,. En 1993, Demmel a remporté le prix James-Wilkinson d'analyse numérique et d'informatique scientifique,. En 2010, il a remporté le prix Sidney Fernbach de l'IEEE « pour son leadership scientifique dans la création de technologies de logiciel d'algèbre linéaire »,. En 2012, il est devenu membre de l'American Mathematical Society. Il a reçu le prix Charles Babbage de la IEEE Computer Society en 2013.
En 2014 il est lauréat du prix Paris-Kanellakis décerné par l'ACM.
En 2002 il est conférencier invité au congrès international des mathématiciens à Pékin avec une conférence intitulée « The complexity of accurate floating point calculation ».

## Vie privée
Demmel est marié à Katherine Yelick, également membre de l'ACM et professeure d'ingénierie électrique et d'informatique à l'UC Berkeley et directrice associée du laboratoire d'informatique au Laboratoire national Lawrence-Berkeley.